# Тельпек

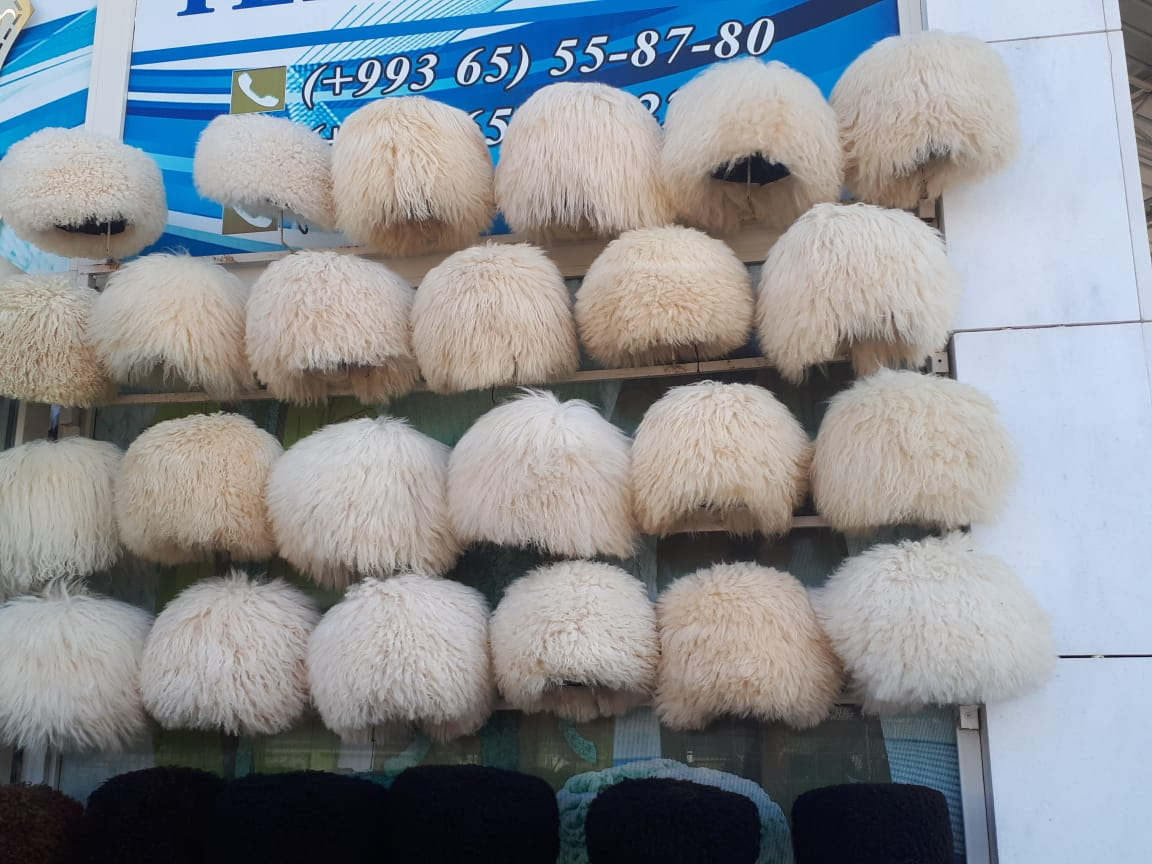
Туркменские тельпеки

Тельпек (туркм. telpek) — традиционный туркменский и узбекский головной убор из овечьей шкуры, разновидность папахи.

## История

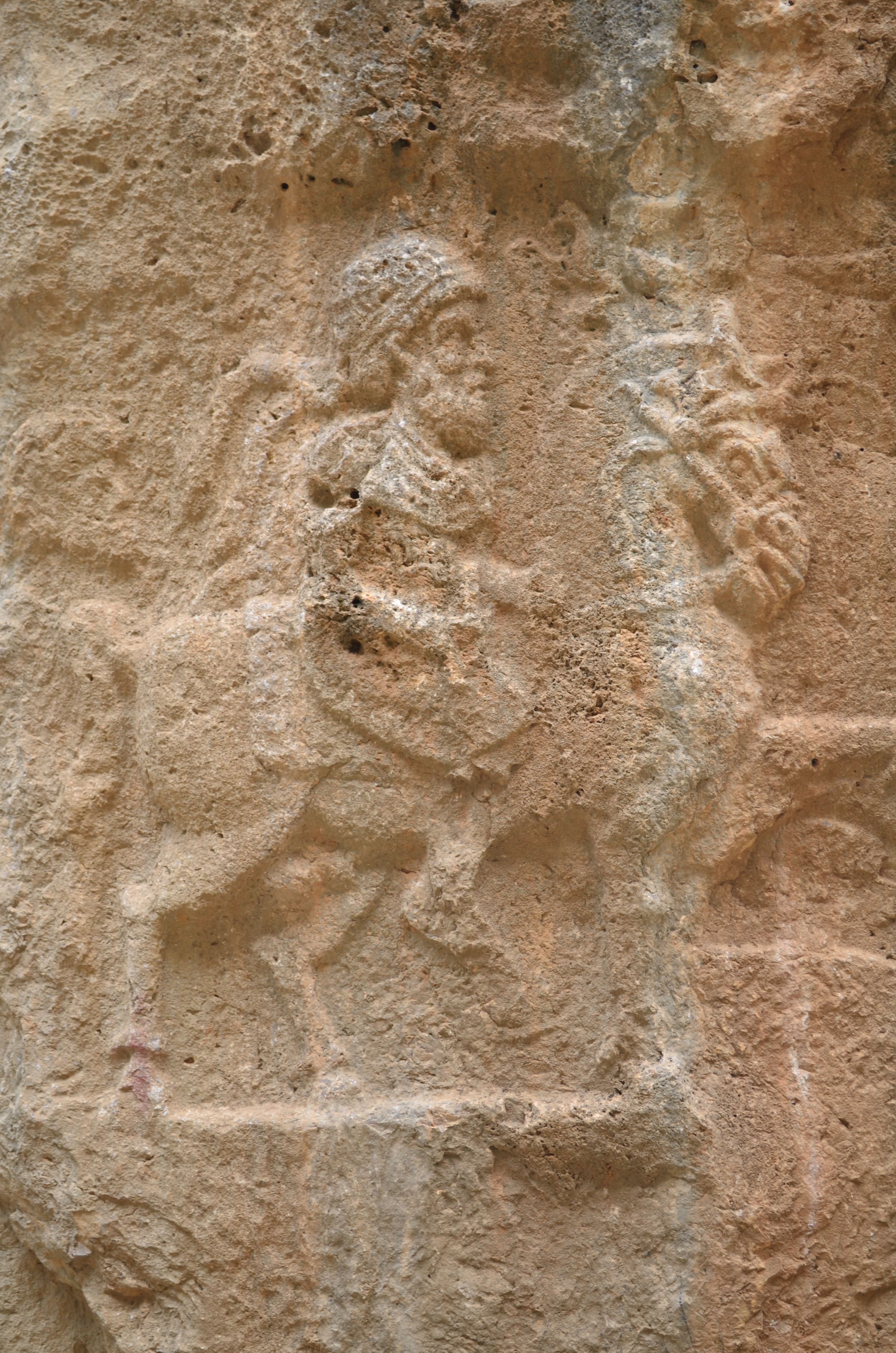
Наскальное изображение царя Парфии Митридата I (Хузестан)

Туркмены носят тельпеки с глубокой древности, начиная с парфянских времен, на что указывает советский специалист в тюркской культуре и этнолог Л.Н.Гумилев: 
«Парфяне — это примерно наши туркмены. Все помнят стихи Пушкина: «Узнаем парфян кичливых/По высоким клобукам». Так вот, туркмены до сих пор носят высокие шапки. Это парфянская одежда.».
На наскальном рельефе Хунги-Ноурузи (провинция Хузестан, Иран), царь Парфии Митридат I изображен с тельпеком на голове.

## Применение

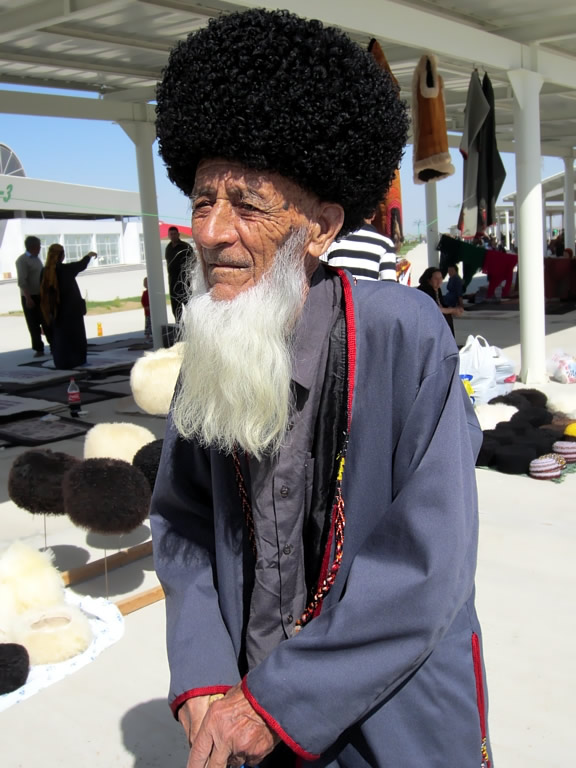
Пожилой туркмен в папахе

Испокон веков одежда туркмен была приспособлена для постоянного пребывания на открытом воздухе и солнце. Практичность головного убора была определяющим фактором, так как во время кочевья туркменам приходилось преодолевать большие расстояния по пустынной местности. Так родилась меховая папаха - тельпек - туркменский головной убор из овечьей шкуры, который спасает летом от перегрева на солнце, а зимой служит защитой от холода.
У туркмен для мальчиков шьются тельпеки из белой мерлушковой шкурки ягненка, а подростки и юноши предпочитают носить тельпеки  светлых тонов. Зрелые мужчины предпочитают пышные папахи серого и коричневого цветов, а аксакалам положено носить тельпеки темно-коричневых и черных тонов.

## Изготовление
Тельпеки изготавливают вручную. В разных регионах Туркменистана есть целые семьи, которые занимаются шитьем этого традиционного головного убора. Процесс шитья тельпеков – довольно трудоёмкая задача, поэтому в его изготовлении принимают участие члены семьи разных возрастов.
Качественная шкура бывает у хорошо упитанных и здоровых баранов, именно в таких случаях руно легко обрабатывается, поэтому выделка овчины - это первый этап в процессе шитья тельпека. Шкуру расстилают и обильно посыпают солью, сворачивают конвертом и оставляют на несколько дней. Соль выступает в роли консерванта и закрепителя меха, затем соль счищают, шкуру моют и высушивают в тени. После сушки кожу необходимо смягчить, для чего её смазывают кислым кефиром или молоком, и снова она вылеживается в течение 1-2 недель. Мастера, убедившиеся в полной выделке овечьей шкуры, несколько раз промывают её и начинают скоблить гладким камнем. В результате этого процесса руно готово к дальнейшей работе.

## См.также
- Сараджинская овца
- Тахья
- Туркмены